# Casalfiumanese
Casalfiumanese (emilián nyelven Caṡalfiumanaiṡ, romanyol nyelven Casêl Fiumanes) község Olaszországban, Emilia-Romagna régióban, Bologna megyében. Lakosainak száma 3333 fő (2023. január 1.). Casalfiumanese Borgo Tossignano, Castel del Rio, Castel San Pietro Terme, Dozza, Fontanelice, Imola és Monterenzio községekkel határos.

## Népesség
A település népességének változása:
| Lakosok száma | 3353 | 3460 | 3333 |
|               | 2008 | 2018 | 2023 |